# 세포화학
세포화학(Cytochemistry)은 생화학적 분석 및 시각화 기술을 통해 세포 성분의 검출을 다루는 세포 생물학의 한 분야이다. 이것은 염색 방법을 사용하여 세포 구성 요소의 국소화에 대한 연구이다. 이 용어는 또한 세포의 생화학적 함량을 식별하는 과정을 설명하는 데 사용된다. 세포화학은 효소 국소화, 미세 소각, 미세 분광 광도법, 방사선 자동 촬영, 저온 전자 현미경, 에너지 분산형 X-선에 의한 X선 미세 분석, 광선 분광법, 면역 조직 화학 및 세포 화학 등과 같은 여러 기술을 사용하여 세포 및 세포 소기관의 화학 성분을 얇은 조직학적 절편에 국소화하는 과학이다.